# Montaña Karnak
La montaña Karnak es una cima de 3.411 metros de elevación situada a 42 km al oeste-suroeste de Invermere en las montañas Purcell del sudeste de la Columbia Británica, Canadá. El pico más alto más cercano es la montaña Jumbo, a 0,79 km (0,49 mi) al este-noreste, y el Lieutenants  que está a 2 km (1,2 mi) al noroeste. Karnak y Jumbo forman un macizo de doble cima que es la segunda montaña más alta de las Purcell. El primer ascenso a la montaña Karnak fue hecho el 14 de agosto de 1915 por A.H. & E.L. MacCarthy, M. & W.E. Stone, y Conrad Kain por las laderas suroeste. El pico fue nombrado en 1910 por Stone y MacCarthy en honor a Karnak, el complejo de templos egipcios. El nombre de la montaña fue adoptado oficialmente el 9 de junio de 1960, cuando fue aprobado por el Consejo de Nombres Geográficos de Canadá. Basándose en la clasificación climática de Köppen, la montaña Karnak está situada en una zona climática subártica con inviernos fríos y nevados y veranos suaves. Las temperaturas pueden caer por debajo de -20 °C con factores de enfriamiento por viento por debajo de -30 °C. La escorrentía de las precipitaciones de la montaña drena hacia el arroyo Jumbo, que es un afluente del río Columbia.

## Rutas de escalada
Rutas de escalada establecidas en la montaña Karnak: 
- Laderas suroeste - Primera ascensión 1915
- Cara noreste - Primera ascensión 1960
- West Face - Primera ascensión 1975

## Referencias

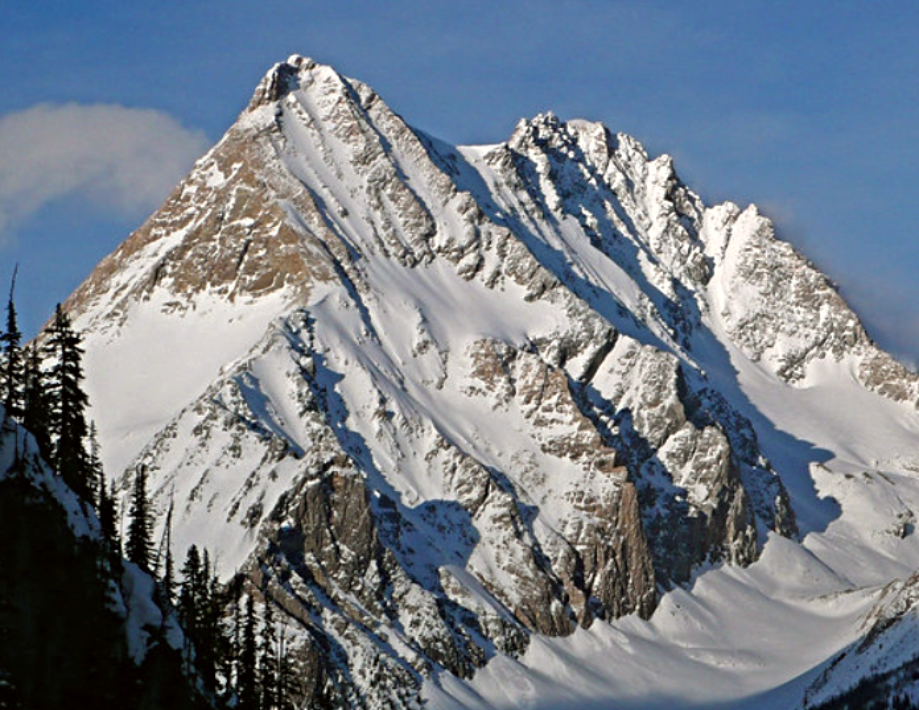
Karnak-Jumbo en invierno